# Liste von Jazzfestivals in Italien
In der Liste von Jazzfestivals in Italien sind Jazz-Veranstaltungen aufgeführt, die in Italien regelmäßig stattfinden.
| Festival                         | seit | Monat     | Ort              | Nachweis |
| -------------------------------- | ---- | --------- | ---------------- | -------- |
| Vicenza Jazz - New Conversations | 1996 | Mai       | Vicenza          |          |
| Jazz in Parco                    | 1998 | Juni      | Nocera Inferiore |          |
| Percfest                         | 1996 | Juni      | Laigueglia       |          |
| Südtirol Jazzfestival            | 1982 | Juni      | Bozen            |          |
| Pescara Jazz                     | 1969 | Juli      | Pescara          |          |
| Umbria Jazz                      | 1973 | Juli      | Perugia          |          |
| Fano Jazz by the Sea             | 1993 | Juli      | Fano             |          |
| Ai confini tra Sardegna e Jazz   | 1985 | September | Sant’Anna Arresi |          |
| Roma Jazz Festival               | 1976 | Oktober   | Roma             |          |